# Série de championnat de la Ligue nationale de baseball 1980
La Série de championnat de la Ligue nationale de baseball 1980 était la série finale de la Ligue nationale de baseball, dont l'issue a déterminé le représentant de cette ligue à la Série mondiale 1980, la grande finale des Ligues majeures.
Cette série trois de cinq débute le mardi 7 octobre 1980 et se termine le dimanche 12 octobre par une victoire des Phillies de Philadelphie, trois matchs à deux sur les Astros de Houston. Quatre parties de cette série se terminent en manches supplémentaires, une première dans l'histoire des séries éliminatoires de baseball. Souvent citée comme l'une des séries de championnat les plus excitantes à avoir été jouée, cette finale voit les deux équipes marquer 26 de leurs 39 points au total, soit les deux tiers, en septième manche ou après.

## Équipes en présence
Avec une fiche victoires-défaites de 91-71 en saison régulière, soit seulement un gain de plus que les Expos de Montréal, les Phillies de Philadelphie remportent en 1980 une intense course au championnat et méritent le titre de la division Est de la Ligue nationale pour la quatrième fois en cinq ans. Après avoir glissé au quatrième rang de la section en 1979, les Phillies accèdent à leur quatrième Série de championnat, une ronde éliminatoire où ils ont subi l'élimination chaque année de 1976 à 1978.
Les Phillies sont menés en offensive par le joueur de troisième but étoile Mike Schmidt. Ce dernier termine premier en saison régulière dans deux des trois catégories comptant pour la triple couronne : champion des coups de circuit dans les majeures avec 48, il domine la Ligue nationale avec 121 points produits. Il domine de plus la Nationale pour le total de buts (342) et les ballons sacrifice (13) en plus d'afficher le second plus haut total de points comptés (104). Élu joueur par excellence de la ligue et gagnant du Bâton d'argent et du Gant doré en 1980, Schmidt est loin d'être le seul joueur des Phillies à se distinguer cette saison-là : Manny Trillo gagne aussi un Bâton d'argent, Garry Maddox un Gant doré et Steve Carlton remporte le trophée Cy Young du meilleur lanceur avec 24 victoires contre neuf revers, une brillante moyenne de points mérités de 2,34 et le meilleur total de retraits sur des prises (286) du baseball majeur.
À la 19e saison d'existence de leur franchise, les Astros de Houston terminent au premier rang de leur division pour la toute première fois. Ils remportent le championnat de la division Ouest avec un dossier de 93-70 et, à l'instar des Phillies, gagnent le titre avec une seule partie d'avance sur l'équipe de deuxième place. Houston coiffe Los Angeles en tête pour amener pour la première fois dans l'État du Texas les séries éliminatoires de baseball.
L'une des plus anciennes franchises du baseball, l'équipe de Philadelphie, fondée en 1883, l'emporte sur Houston pour participer à sa première Série mondiale depuis 1950 et remporter son premier titre en 98 années d'existence.

## Déroulement de la série

### Calendrier des rencontres
| Match | Date       | Visiteur                 | Hôte                     | Score              |
| ----- | ---------- | ------------------------ | ------------------------ | ------------------ |
| 1     | 7 octobre  | Astros de Houston        | Phillies de Philadelphie | 1 - 3              |
| 2     | 8 octobre  | Astros de Houston        | Phillies de Philadelphie | 7 - 4 (10 manches) |
| 3     | 10 octobre | Phillies de Philadelphie | Astros de Houston        | 0 - 1 (11 manches) |
| 4     | 11 octobre | Phillies de Philadelphie | Astros de Houston        | 5 - 3 (10 manches) |
| 5     | 12 octobre | Phillies de Philadelphie | Astros de Houston        | 8 - 7 (10 manches) |

### Match 1
Mardi 7 octobre 1980 au Veterans Stadium, Philadelphie, Pennsylvanie.
| Astros de Houston | 0 | 0 | 1 | 0 | 0 | 0 | 0 | 0 | 0 | 1 | 7 | 0 |
| Phillies de Philadelphie | 0 | 0 | 0 | 0 | 0 | 2 | 1 | 0 | X | 3 | 8 | 1 |
| Lanceurs partants : HOU : Ken Forsch PHI : Steve Carlton Vic. : Steve Carlton (1-0) Déf. : Ken Forsch (0-1) Sauv. : Tug McGraw (1) HRs: PHI : Greg Luzinski (1) |   |   |   |   |   |   |   |   |   |   |   |   |

### Match 2
Mercredi 8 octobre 1980 au Veterans Stadium, Philadelphie, Pennsylvanie.
| Astros de Houston | 0 | 0 | 1 | 0 | 0 | 0 | 1 | 1 | 0 | 4 | 7 | 8  | 1 |
| Phillies de Philadelphie | 0 | 0 | 0 | 2 | 0 | 0 | 0 | 1 | 0 | 1 | 4 | 14 | 2 |
| Lanceurs partants : HOU : Nolan Ryan PHI : Dick Ruthven Vic. : Frank LaCorte (1-0) Déf. : Ron Reed (0-1) Sauv. : Joaquin Andujar |   |   |   |   |   |   |   |   |   |   |   |    |   |

### Match 3
Vendredi 10 octobre 1980 à l'Astrodome, Houston, Texas.
| Phillies de Philadelphie                                                                                     | 0 | 0 | 0 | 0 | 0 | 0 | 0 | 0 | 0 | 0 | 0 | 0 | 7 | 1 |
| Astros de Houston                                                                                            | 0 | 0 | 0 | 0 | 0 | 0 | 0 | 0 | 0 | 0 | 0 | 1 | 6 | 1 |
| Lanceurs partants : PHI : Larry Christenson HOU : Joe Niekro Vic. : Dave Smith (1-0) Déf. : Tug McGraw (0-1) |   |   |   |   |   |   |   |   |   |   |   |   |   |   |

### Match 4
Samedi 11 octobre 1980 à l'Astrodome, Houston, Texas.
| Phillies de Philadelphie                                                                                       | 0 | 0 | 0 | 0 | 0 | 0 | 0 | 3 | 0 | 2 | 5 | 13 | 0 |
| Astros de Houston                                                                                              | 0 | 0 | 0 | 1 | 1 | 0 | 0 | 0 | 1 | 0 | 3 | 5  | 1 |
| Lanceurs partants : PHI : Steve Carlton HOU : Vern Ruhle Vic. : Warren Brusstar (1-0) Déf. : Joe Sambito (0-1) |   |   |   |   |   |   |   |   |   |   |   |    |   |

### Match 5
Dimanche 12 octobre 1980 à l'Astrodome, Houston, Texas.
| Phillies de Philadelphie                                                                                      | 0 | 2 | 0 | 0 | 0 | 0 | 0 | 5 | 0 | 1 | 8 | 13 | 2 |
| Astros de Houston                                                                                             | 1 | 0 | 0 | 0 | 0 | 1 | 3 | 2 | 0 | 0 | 7 | 14 | 0 |
| Lanceurs partants : PHI : Marty Bystrom HOU : Nolan Ryan Vic. : Dick Ruthven (1-0) Déf. : Frank LaCorte (1-1) |   |   |   |   |   |   |   |   |   |   |   |    |   |

## Joueur par excellence
Le joueur de deuxième but des Phillies de Philadelphie, Manny Trillo, est élu joueur par excellence de la Série de championnat 1980 de la Ligue nationale. Trillo réussit huit coups sûrs en 21 apparitions au bâton, pour une moyenne de ,381. Avec, notamment, deux doubles et un triple, il totalise quatre points produits en cinq matchs.
Dans le quatrième match, après un double d'un point de Greg Luzinski qui brise une égalité de 3-3 en dixième manche, Trillo enchaîne lui aussi avec un double pour faire marquer son deuxième point de la rencontre.
Dans la cinquième et ultime rencontre, Trillo couronne une poussée de cinq points des Phillies en huitième manche avec un triple qui fait marquer deux coureurs. En déficit 2-5 au début de ce tour au bâton, Philadelphie mène alors 7-5.